# 国务院促进中小企业发展工作领导小组
国务院促进中小企业发展工作领导小组，是中华人民共和国国务院已撤销的国务院议事协调机构，负责促进中小企业发展工作的组织领导和政策协调。

## 沿革
1998年5月，中共中央总书记江泽民指出，要从战略高度重视中小企业的发展。1998年，国家经贸委设立中小企业司。2000年，全国推动中小企业发展工作领导小组成立。2003年国务院机构改革时，将推动中小企业发展的工作职能转入新组建的国家发展和改革委员会，在该委员会内设了新的中小企业司，负责对全国中小企业和非国有经济发展的宏观管理和综合协调工作。
2009年9月19日，《国务院关于进一步促进中小企业发展的若干意见》（国发〔2009〕36号）提出，“（二十八）加强指导协调。成立国务院促进中小企业发展工作领导小组，加强对中小企业工作的统筹规划、组织领导和政策协调，领导小组办公室设在工业和信息化部。各地可根据工作需要，建立相应的组织机构和工作机制。”
2009年12月28日，《国务院办公厅关于成立国务院促进中小企业发展工作领导小组的通知》（国办发〔2009〕67号）称，“为加强对促进中小企业发展工作的组织领导和政策协调，国务院决定成立国务院促进中小企业发展工作领导小组”。
2023年9月24日，《中共中央办公厅 国务院办公厅关于调整工业和信息化部职责机构编制的通知》称，“不再保留国务院促进中小企业发展工作领导小组及其办公室，相关具体工作由工业和信息化部中小企业局承担”。

## 职责
2009年《国务院办公厅关于成立国务院促进中小企业发展工作领导小组的通知》称，国务院促进中小企业发展工作领导小组“为加强对促进中小企业发展工作的组织领导和政策协调”而成立。

## 组成人员
| 2000年全国推动中小企业发展工作领导小组成立后的组成人员是： 组长 - 李荣融（国家经贸委副主任） 副组长 （不详） 成员 （不详） | 2003年11月21日《国务院办公厅关于调整全国推动中小企业发展工作领导小组组成人员的通知》（国办函〔2003〕77号）调整后的组成人员是： 组长 - 马凯（发展改革委主任） 副组长 - 欧新黔（发展改革委副主任） 成员 - 朱志刚（财政部副部长） - 马颂德（科技部副部长） - 刘坚（农业部副部长） - 张小建（劳动保障部副部长） - 傅自应（商务部部长助理） - 吴晓灵（人民银行副行长） - 郝昭成（税务总局副局长） - 杨树德（工商总局副局长） - 王秦平（质检总局副局长） - 唐双宁（银监会副主席） - 范福春（证监会副主席） - 刘克崮（开发银行副行长） - 谢伯阳（全国工商联副主席） |

| 2009年《国务院办公厅关于成立国务院促进中小企业发展工作领导小组的通知》确定的组成人员是： 组长 - 张德江（国务院副总理） 副组长 - 李毅中（工业和信息化部部长） - 谢旭人（财政部部长） - 肖亚庆（国务院副秘书长） 成员 - 朱宏任（工业和信息化部总工程师） - 刘铁男（发展改革委副主任） - 杜占元（科技部副部长） - 丁学东（财政部副部长） - 张小建（人力资源社会保障部副部长） - 高鸿宾（农业部副部长） - 钟山（商务部副部长） - 刘士余（人民银行副行长） - 解学智（税务总局副局长） - 钟攸平（工商总局副局长） - 王勇（质检总局局长） - 许宪春（统计局副局长） - 王兆星（银监会副主席） - 姚刚（证监会副主席） - 李吉平（开发银行副行长） - 孙安民（全国工商联副主席） | 2011年调整后的组成人员是： 组长 - 张德江（国务院副总理） 副组长 - 苗圩（工业和信息化部部长） - 谢旭人（财政部部长） - 肖亚庆（国务院副秘书长） 成员 - 朱宏任（工业和信息化部总工程师） - 刘铁男（发展改革委副主任） - 曹健林（科技部副部长） - 刘红薇（财政部部长助理） - 信长星（人力资源社会保障部副部长） - 高鸿宾（农业部副部长） - 高虎城（商务部国际贸易谈判代表兼副部长） - 郭庆平（人民银行行长助理） - 孙毅彪（海关总署副署长） - 解学智（税务总局副局长） - 钟攸平（工商总局副局长） - 刘平均（质检总局局长） - 许宪春（统计局副局长） - 阎庆民（银监会主席助理） - 姚刚（证监会副主席） - 李吉平（开发银行副行长） - 孙安民（全国工商联副主席） |

| 2013年6月23日《国务院办公厅关于调整国务院促进中小企业发展工作领导小组组成人员的通知》（国办发〔2013〕61号）调整后的组成人员是： 组长 - 马凯（国务院副总理） 副组长 - 苗圩（工业和信息化部部长） - 楼继伟（财政部部长） - 肖亚庆（国务院副秘书长） 成员 - 朱宏任（工业和信息化部总工程师） - 胡祖才（发展改革委副主任） - 曹健林（科技部副部长） - 刘红薇（财政部部长助理） - 信长星（人力资源社会保障部副部长） - 高鸿宾（农业部副部长） - 李金早（商务部副部长） - 项兆伦（文化部副部长） - 郭庆平（人民银行行长助理） - 孙毅彪（海关总署副署长） - 解学智（税务总局副局长） - 孙鸿志（工商总局副局长） - 刘平均（质检总局副局长） - 许宪春（统计局副局长） - 阎庆民（银监会副主席） - 姚刚（证监会副主席） - 袁力（开发银行副行长） - 黄荣（全国工商联副主席） | 2015年5月2日《国务院办公厅关于调整国务院促进中小企业发展工作领导小组组成人员的通知》（国办发〔2015〕35号）调整后的组成人员是： 组长 - 马凯（国务院副总理） 副组长 - 苗圩（工业和信息化部部长） - 楼继伟（财政部部长） - 肖亚庆（国务院副秘书长） 成员 - 毛伟明（工业和信息化部副部长） - 林念修（发展改革委副主任） - 曹健林（科技部副部长） - 刘昆（财政部副部长） - 信长星（人力资源社会保障部副部长） - 杨绍品（农业部党组成员） - 房爱卿（商务部副部长） - 刘玉珠（文化部部长助理） - 潘功胜（人民银行副行长） - 孙毅彪（海关总署副署长） - 张志勇（税务总局副局长） - 刘玉亭（工商总局副局长） - 陈钢（质检总局副局长） - 许宪春（统计局副局长） - 周慕冰（银监会副主席） - 黄炜（证监会主席助理） - 袁力（开发银行副行长） - 黄荣（全国工商联副主席） |

| 2018年6月12日《国务院办公厅关于调整国务院促进中小企业发展工作领导小组的通知》（国办发〔2018〕46号）调整后的组成人员是： 组长 - 刘鹤（国务院副总理） 副组长 - 苗圩（工业和信息化部部长） - 刘昆（财政部部长） - 高雨（国务院机关党组成员） 成员 - 王江平（工业和信息化部副部长） - 林念修（发展改革委副主任） - 徐南平（科技部副部长） - 刘伟（财政部副部长） - 张义珍（人力资源社会保障部副部长） - 屈冬玉（农业农村部副部长） - 王炳南（商务部副部长） - 张旭（文化和旅游部副部长） - 潘功胜（人民银行副行长） - 邹志武（海关总署副署长） - 孙瑞标（税务总局副局长） - 马正其（市场监管总局副局长） - 鲜祖德（统计局副局长） - 祝树民（银保监会副主席） - 宣昌能（证监会主席助理） - 贺化（知识产权局副局长） - 张伟（贸促会副会长） - 黄荣（全国工商联副主席） - 周清玉（开发银行副行长） |

## 办事机构
工业和信息化部中小企业局（简称工信部企业局），是中华人民共和国工业和信息化部内设机构。

### 沿革
2003年《国务院办公厅关于调整全国推动中小企业发展工作领导小组组成人员的通知》规定，全国推动中小企业发展工作领导小组办公室设在发展改革委。
2009年《国务院办公厅关于成立国务院促进中小企业发展工作领导小组的通知》规定，国务院促进中小企业发展工作领导小组办公室“设在工业和信息化部，承担领导小组的日常工作，负责研究提出促进中小企业发展的政策建议，督促落实领导小组议定事项，承办领导小组交办的其他事项。”

### 机构设置
根据有关规定，工信部企业局（国务院促进中小企业发展工作领导小组办公室）设置下列机构：
- 综合处
- 政策规划处
- 非国有经济处
- 融资和担保服务处
- 创业创新服务处
- 交流合作处

### 历任领导
历任办公室主任、副主任是：
| 主任 - 王黎明（2009年12月－2011年，工业和信息化部中小企业司司长） - 朱宏任（2011年－2015年，工业和信息化部总工程师） - 毛伟明（2015年－2015年，工业和信息化部副部长） - 徐乐江（2016年－2017年，工业和信息化部副部长） - 张峰（2017年－2018年，工业和信息化部党组成员、总工程师） - 王江平（2018年－，工业和信息化部副部长） | 副主任 - 贾谌（2009年12月－2011年，财政部企业司司长） - 郑昕（2011年－2016年，工业和信息化部中小企业司司长、工业和信息化部中小企业局局长） - 刘玉廷（2011年－2015年，财政部企业司司长） - 曾晓安（2015年－2017年，财政部经济建设司司长） - 马向晖（2016年－，工业和信息化部中小企业局局长） - 孙光奇（2017年－，财政部经济建设司司长） |